# Abdij van Sayn
De Abdij van Sayn (Duits: Abtei Sayn) is een premonstratenzer klooster in Sayn, een stadsdeel van Bendorf in de Duitse deelstaat Rijnland-Palts. Sinds 28 mei 2007 is in de abdij een gemeenschap van premonstratenzers van de Derde Orde gevestigd.

## Stichting
Het klooster werd tegen het einde van de 12e eeuw "ter meerdere glorie van God en in de hoop op eeuwig loon" opgericht door graaf Hendrik II van Sayn († 1202). De bouw vond plaats in de buurt van de gravenburcht een paar honderd meter verder in het dal, waar reeds een aan de heilige Nicolaas gewijde kapel stond. 
Het klooster werd bevolkt door koorheren van de premonstratenzers, een orde die in 1121 door de heilige Norbertus van Xanten in Prémontré (Frankrijk) was gesticht. Deze orde oefende destijds een grote aantrekkingskracht uit op jongeren en wist zich snel uit te breiden. Vanuit de reeds beroemde Abdij van Steinfeld kwamen twaalf koorheren onder leiding van de proost Herman naar Sayn om het klooster op te bouwen. Het klooster bleef een dochtervestiging van Steinfeld en kon in tijden van nood altijd op Steinfeld rekenen. Een regionale bijzonderheid betreft het op enkele kilometers afstand liggende premonstratenzer sticht Abdij van Rommersdorf, een stichting van de Abdij van Floreffe, België.

## Geschiedenis

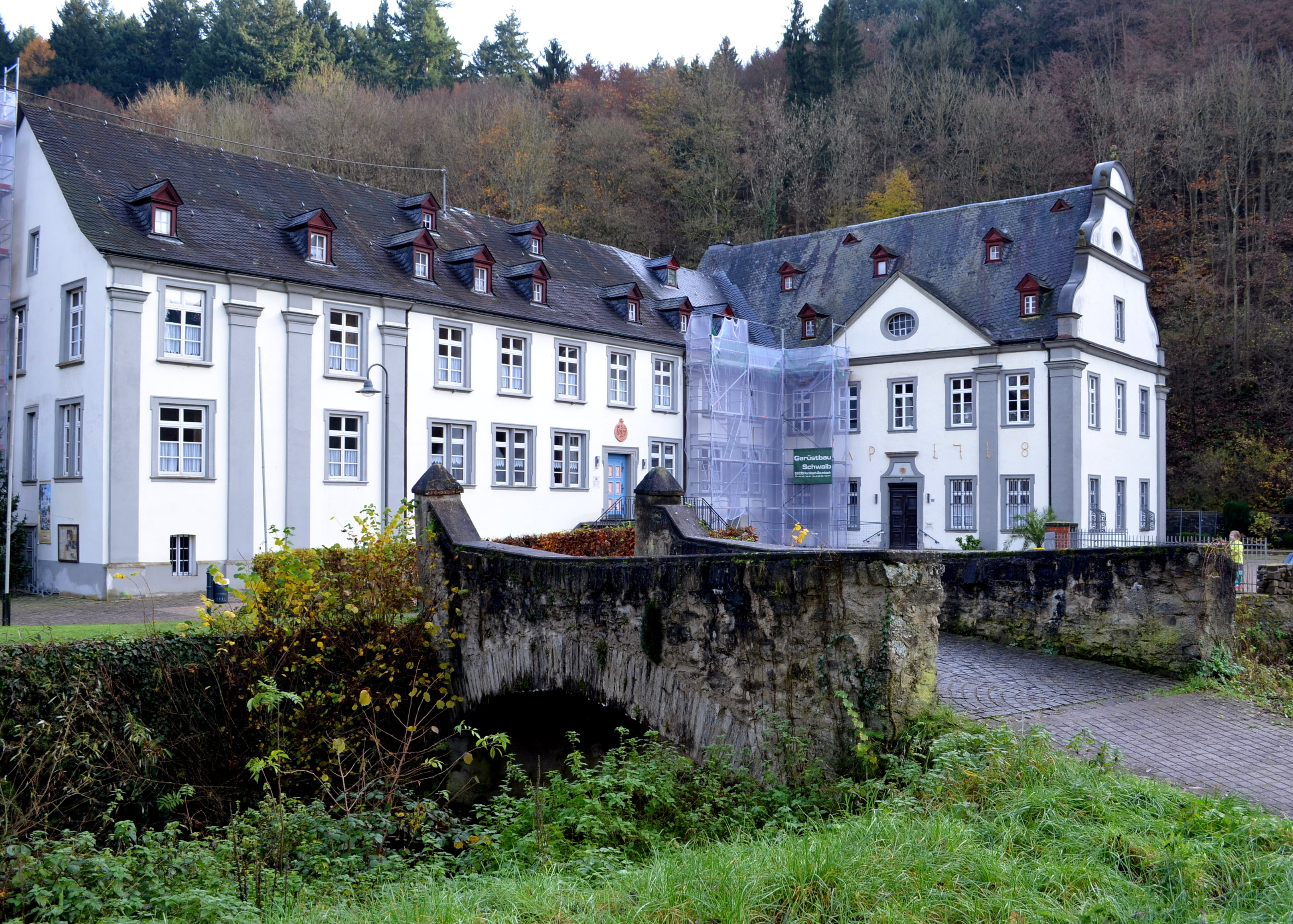
Barokke abdijgebouwen

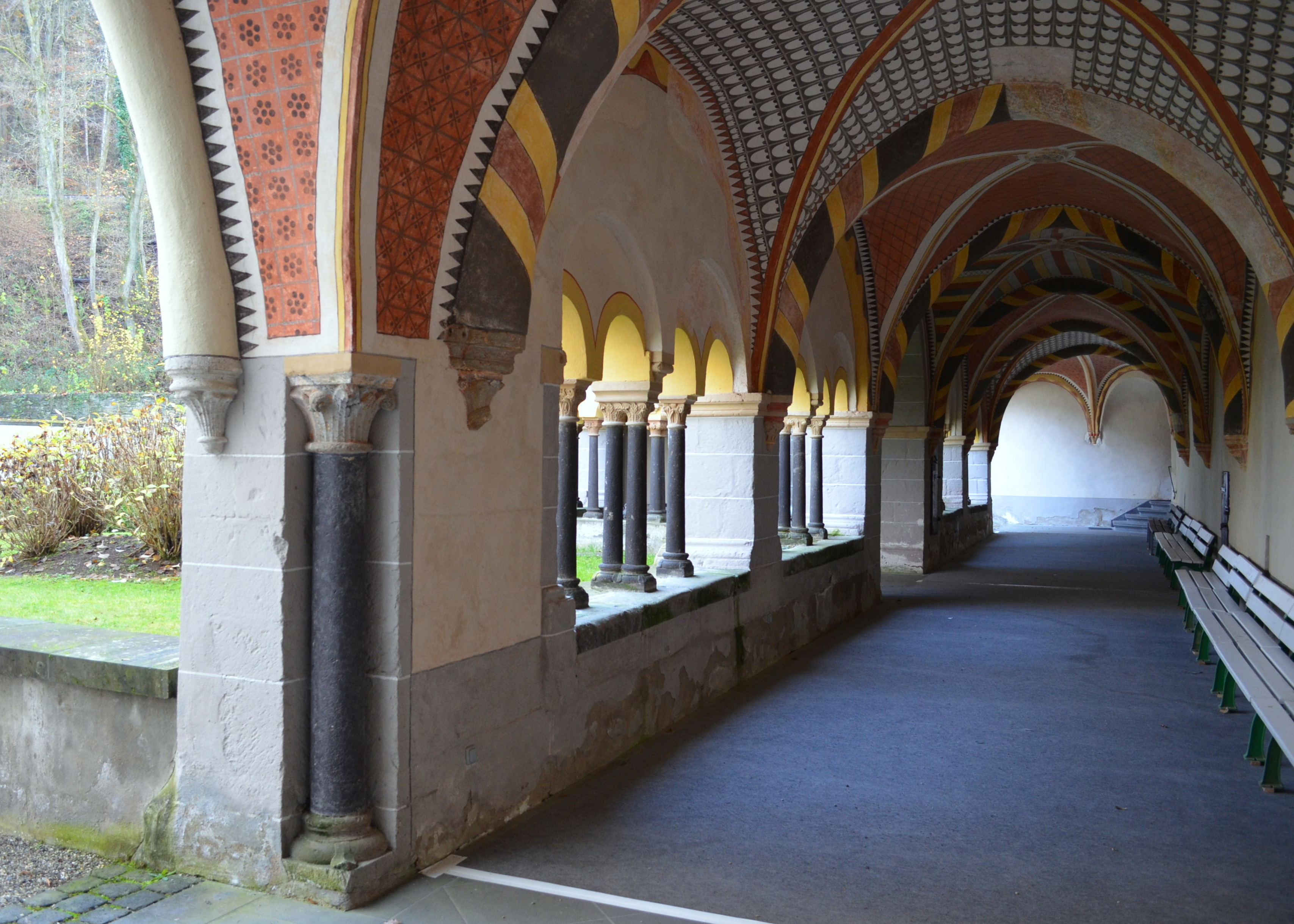
kruisgang

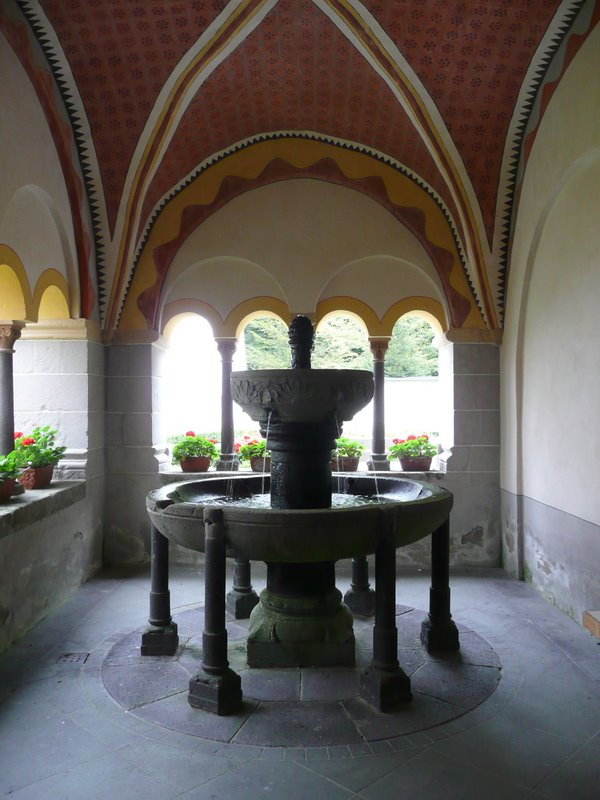
Fontein in de kruisgang

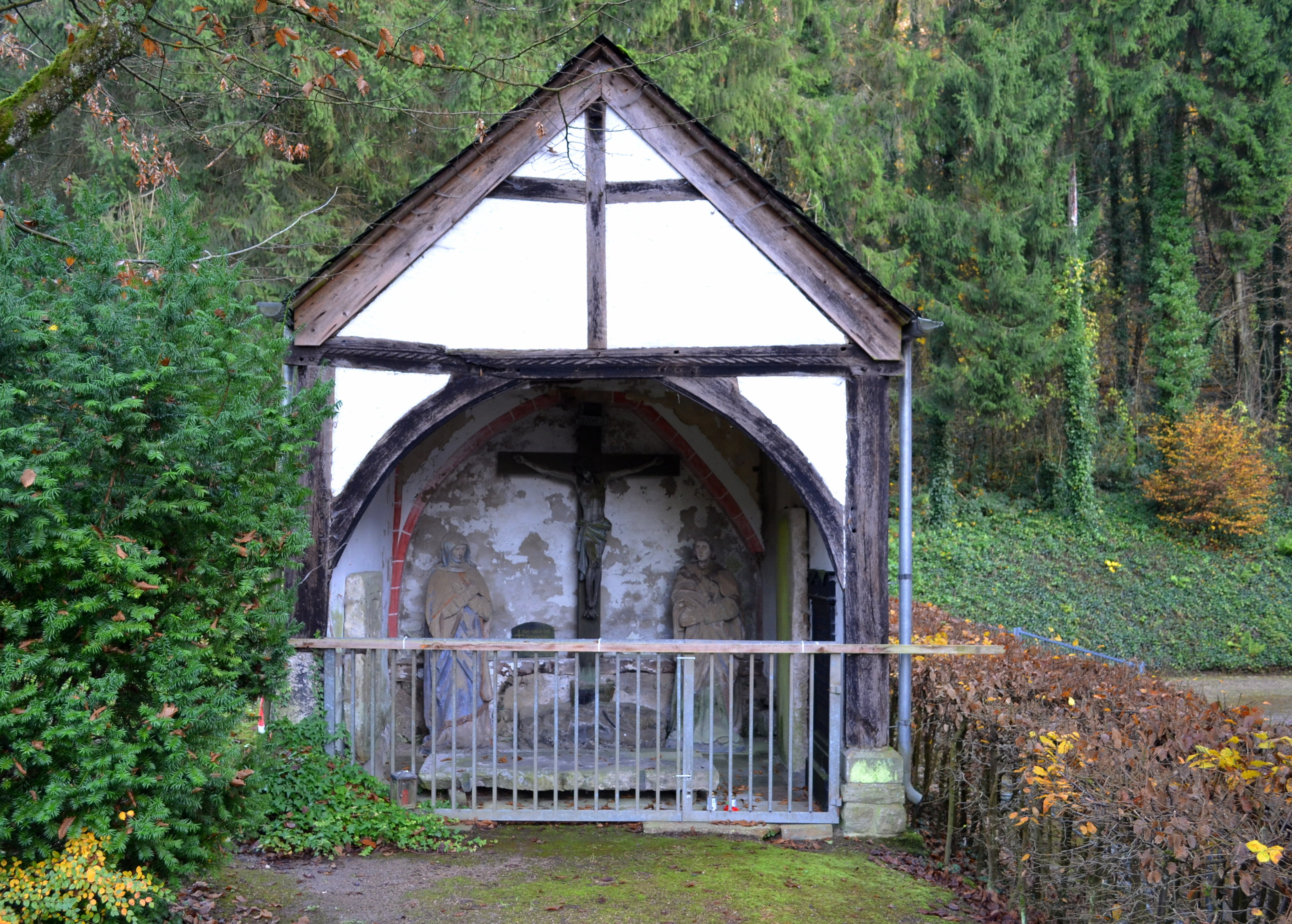
kapel

De abdijkerk werd in 1202 door de pauselijke legaat kardinaal Guido van Praeneste in aanwezigheid van talrijke hoge gasten plechtig ingewijd. Tegelijkertijd werd Sayn een zelfstandige parochie. In de loop der tijd name het kloosterbezit door talrijke schenkingen toe. Een in 1206 door aartsbisschop Bruno II geschonken relikwie van de apostel Simon vergrootte in belangrijke mate het aanzien van het klooster. Het klooster werd een belangrijke bestemming voor talloze pelgrims en in 1509 zouden er op één zondag zelfs 22000 bedevaartgangers voor de kerk hebben verzameld. De kronieken van het klooster berichten over talrijke genezingen en aan het water van de Simonbron, die zich achter de kerk bevindt en waarin de relikwie tijdens oorlogen werd verstopt, werd een genezende werking toegeschreven. De koorheren lieten omstreeks 1220 voor de relikwie een fraaie schrijn maken in Trier, die tegenwoordig in het hoogaltaar staat opgesteld. Door de hoogwaardige kwaliteit van de schrijn behoort het tot de beroemdste reliekschrijnen van het Rijnland.
Na 1500 kwam er een einde aan de bloei van het klooster door mismanagement. In korte tijd voerde abt Levin van Gouda (1500-1518) de abdij naar de afgrond. Weliswaar konden zijn opvolgers de schulden aflossen en de verpandde goederen terugkopen, maar de vroegere welstand van het klooster werd niet meer bereikt. De reformatie kondigde zich aan en graaf Adolf van Sayn voerde vanaf 1561 de nieuwe leer in. Hij liet de kerkschat van het klooster roven en wees de naastgelegen Nicolaaskapel aan de protestantse eredienst toe. Nadat de Nicolaaskapel bouwvallig werd, kregen de protestanten eveneens het hoofdschip van de kerk toegewezen. Doordat er beslag werd gelegd op een groot deel van het inkomen van het klooster, geraakte de economie van de abdij in een neerwaartse spiraal. 
De redding kwam nadat graaf Hendrik IV zonder erfgenamen kwam te overlijden. Een oud verdrag uit 1152 bepaalde dat in dat geval zowel de burcht als de plaats Sayn aan het keurvorstendom Trier zouden vervallen. Op dat moment woonde nog slechts één koorheer in de abdij. Het ging daarna weer bergopwaarts met het klooster en dankzij goed bestuur en een voorbeeldige discipline brak er een nieuwe bloeiperiode aan. Onder de abten Ohm en Hirsch vonden er nog grootschalige verbouwingen plaats. 
Maar tegen het einde van de 18e eeuw pakten zich met de komst van Franse revolutietroepen en de verplichte inkwartiering van soldaten opnieuw donkere wolken samen boven het klooster. Volgens de uitwerking van het Reichsdeputationshauptschluss vielen zowel de abdij als de kerk toe aan de vorst Frederik van Nassau, die de abdij op 12 juni 1803 liet sluiten. Nassau verplichtte zich echter wel zorg te dragen voor het onderhoud van het kerkgebouw en de pastorie. In 1824 werd in een deel van het voormalige klooster een school gevestigd. Als rechtsopvolger van Nassau was Pruisen vanaf 1815 verplicht de kerk en de pastorie te onderhouden, plichten die later op Rijnland-Palts overgingen.
Op 28 mei 2007 vestigde zich een gemeenschap van premonstratenzers van de Derde Orde in de abdij.

## Bouw
Bij de stichting van de abdij werd grotendeels het bouwschema van de moederkerk in Steinfeld gevolgd. Echter de beperkte ruimte dwong tot een aantal afwijkingen in de bouw. Zo werd de kloosterkerk in Sayn van meet af aan als eenschepig gebouw opgetrokken. Aan de noordzijde verbond men de oude Nicolaaskapel met de nieuwbouw. Ten zuiden van de kerk werd de kruisgang aangebouwd. Het kerkgebouw werd in kruisvorm gebouwd met een noordelijk en zuidelijk transept. De fundamenten van de romaanse apsis werden bij opgravingen in de jaren 1988-1990 ontdekt en zijn tegenwoordig in het later vergrote koor middels een messing lijn aangegeven. Boven de viering werd een forse vierkante klokkentoren opgetrokken met op elke kant drie rondbogige dubbelvensters. Tot 1450 bleef het kerkschip met een lengt van 60 meter onveranderd. Toen liet abt Johan Meinen een achthoekig koor met hoge maaswerkvensters oprichten. De nog bestaande westelijke abdijgebouwen werden onder abt Gülich (1657-1697) in barokke stijl herbouwd. Wegens bouwvalligheid werden de Nicolaaskapel en het noordelijk transept in de 17e eeuw afgebroken. Ook de romaanse klokkentoren boven de viering werd gesloopt. In 1719 volgde de bouw van de pastorie. Op de plaats van het gesloopte transept verrees de huidige klokkentoren met de barokke bekroning.
Veel van het gebouwcomplex werd in de loop der tijd gesloopt. Het poortgebouw, de bedrijfsgebouwen en een deel van de kruisgang verdwenen. In het begin van de jaren 1970 werd begonnen met een nauwgezette restauratie van zowel de kloostergebouwen als het kerkmeubilair. Sinds 1981 stelt de Förderkreis Abtei Sayn E.v. zich ten doel een bijdrage te leveren aan het behoud van het complex. Vanaf 2009 wordt er gewerkt aan de renovatie van de dakconstructie, de muren, de 13e-eeuwse gevelbeschildering en de vensters. Naar verwachting zullen deze werkzaamheden in de herfst van 2015 worden afgerond.
Naast de kerk bevindt zich nog een vakwerkkapel uit de 17e eeuw met een kruisigingsgroep. 

## Interieur
Uit de periode van voor de reformatie stammen tegenwoordig nog het romaanse doopvont met een fraai rankenfries (circa 1200) en de kostbare schrijn met daarin de armrelikwie van de apostel Simon (circa 1220). Het grote hoogaltaar verdween net als ander kerkmeubilair in de eerste helft van de 19e eeuw. Enkele delen van het hoogaltaar bleven echter bewaard, zoals het wapen van de schenker van het altaar en enkele altaarschilderijen met de voorstellingen van de Aanbidding van de Herders en de Verrijzenis. Eveneens bleven enkele houten apostelbeelden bewaard (Simon in het dwarsschip, Johannes (zuidelijke muur) en Petrus en Paulus aan de oostelijke pijlers van de viering). De barokke kansel kwam pas in de 19e eeuw naar de kerk, de herkomst ervan is onbekend. Vermeldenswaardig is ook de relikwie van een Romeinse martelaar uit de Catacombe van Sint-Calixtus. Paus Pius IX schonk de relikwie in de 19e eeuw en daarom wordt de relikwie Pius genoemd, die een plaats kreeg in de rechter muur van de Sacramentskapel. 
De kerk bezit voorts nog een aantal fraaie grafmonumenten. Het belangrijkste monument vormt wellicht het graf van graaf Hendrik III (1247). De originele grafplaat bevindt zich in het Neurenbergse Germanisches Nationalmuseum, de grafplaat in de kerk is een kopie ervan. Het grafmonument van Frederik van Stein en zijn echtgenote Fye Voss van Diebach bevindt zich aan de zuidelijke muur en dateert uit 1420. Van de overige grafmonumenten is met name het uit 1722 stammende grote monument voor vrijheer Johan Philip van Reiffenberg en zijn vrouw Maria Margaretha van Hoheneck vermeldenswaardig.

## Orgel
Het Stumm-orgel bevindt zich sinds de restauratie van de orgelbouwer Klais uit Bonn grotendeels in de oorspronkelijke toestand van 1778 en bezit 29 registers, verdeeld over twee manualen en pedaal.

## Afbeeldingen interieur van de kloosterkerk

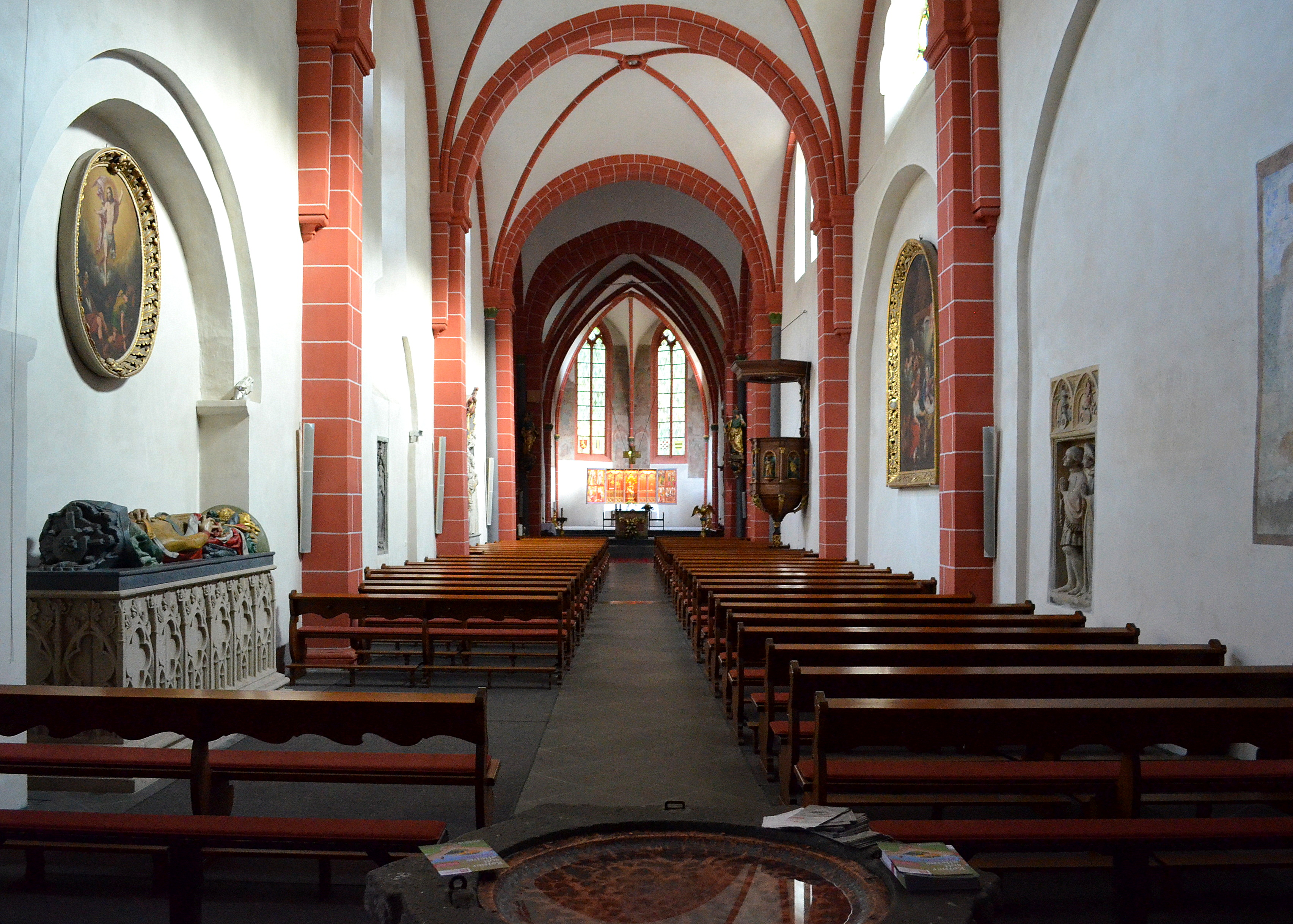
Interieur overzicht
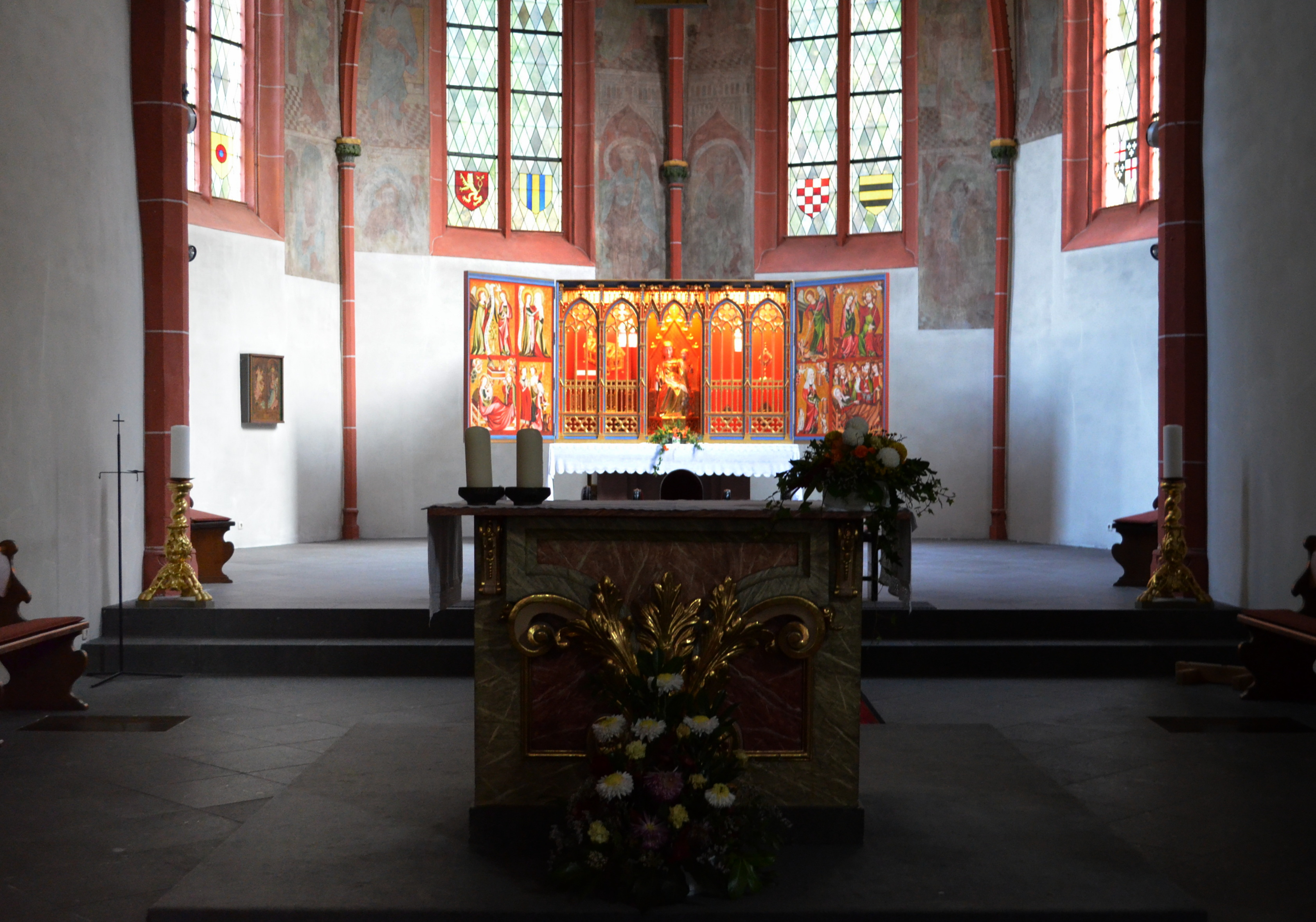
Koorruimte
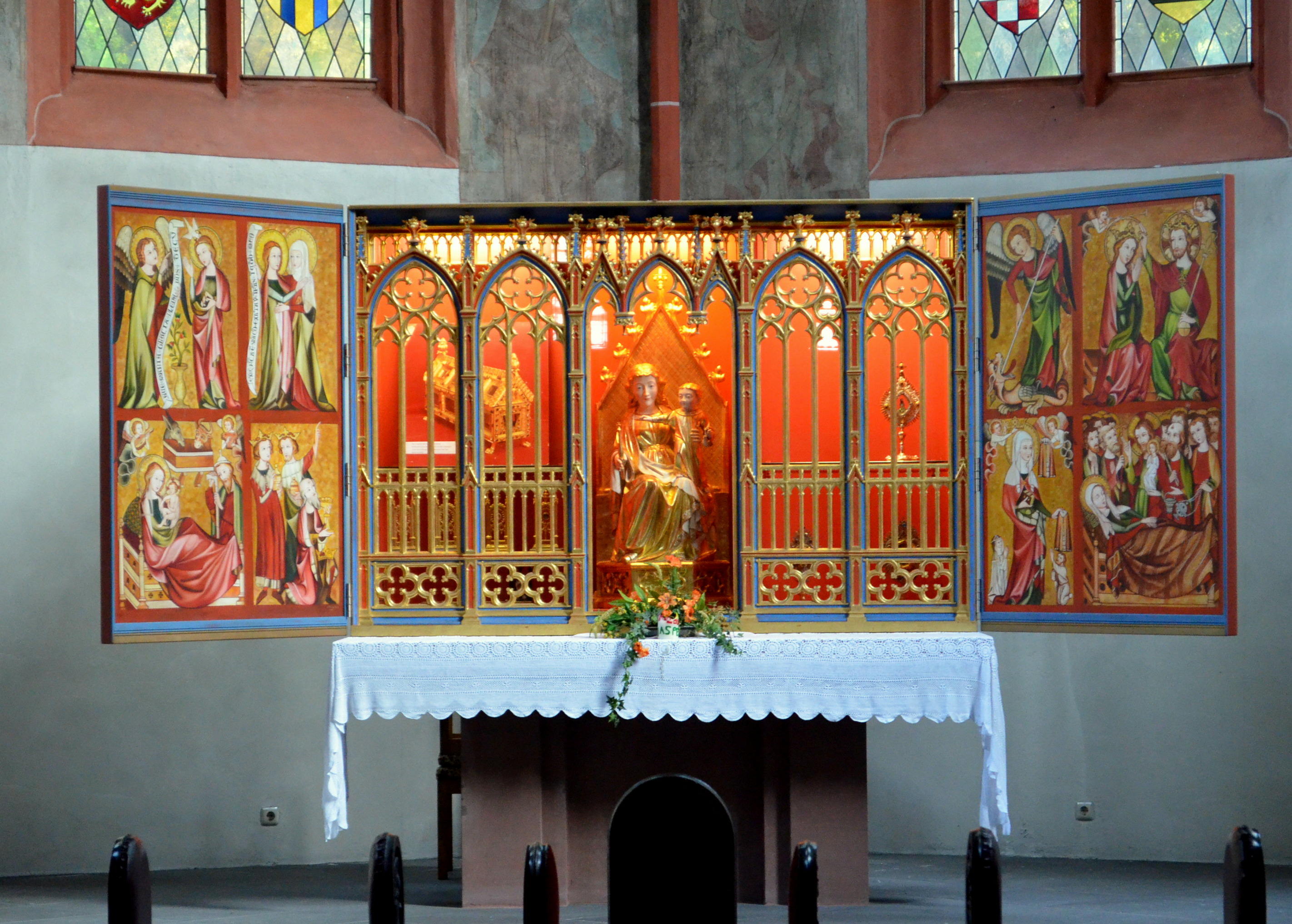
Retabel
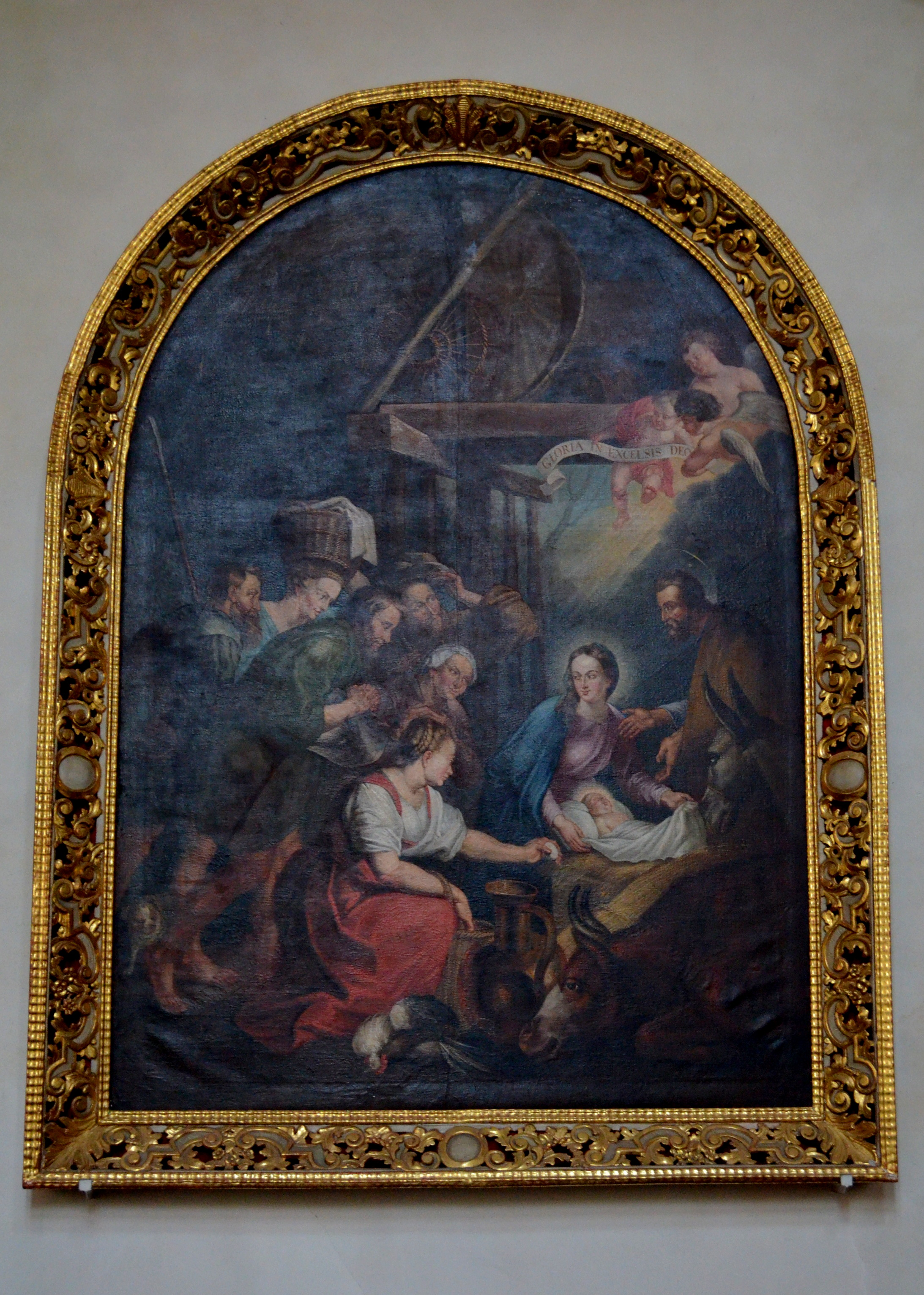
Schilderij Aanbidding der Herders
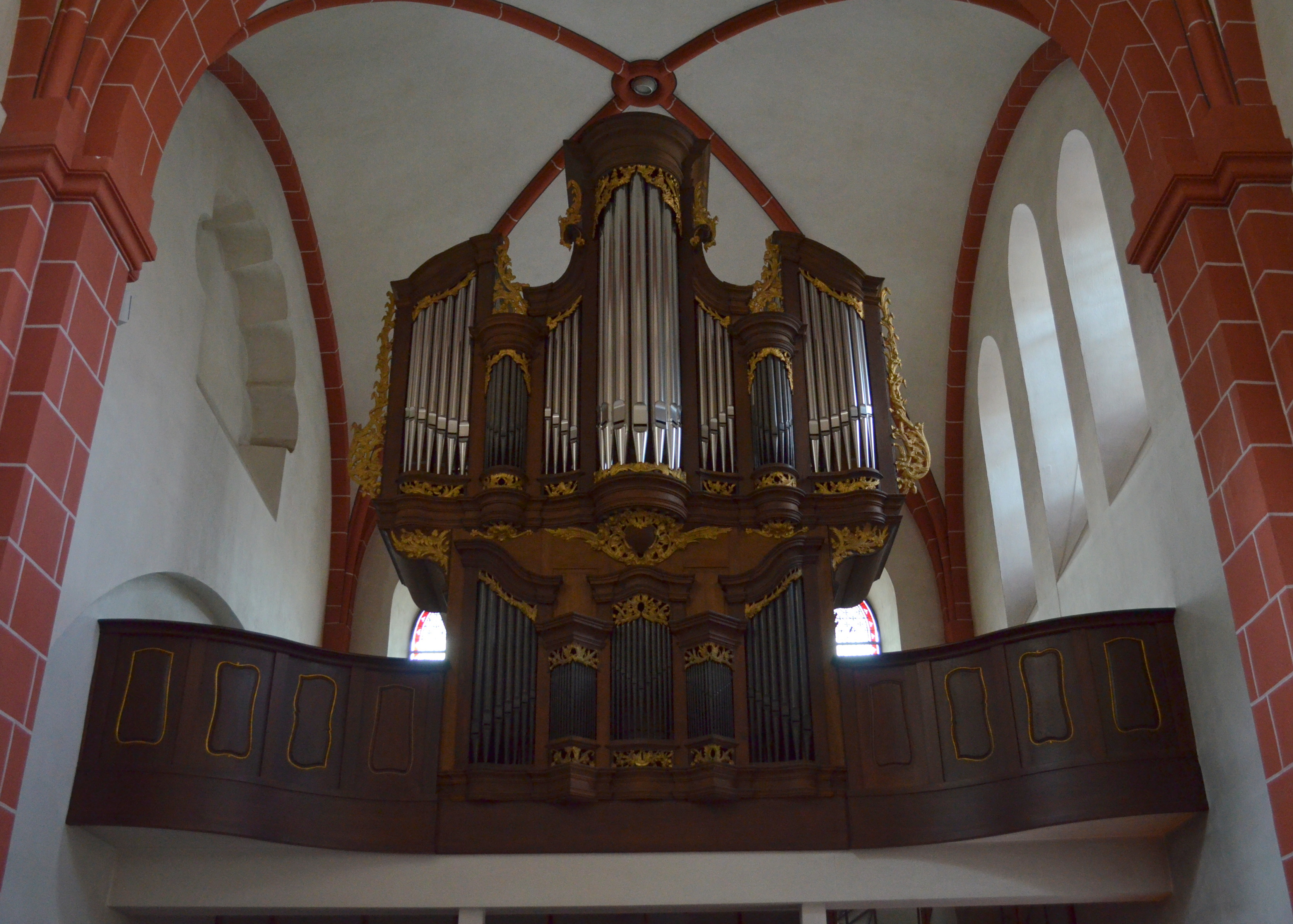
Orgel
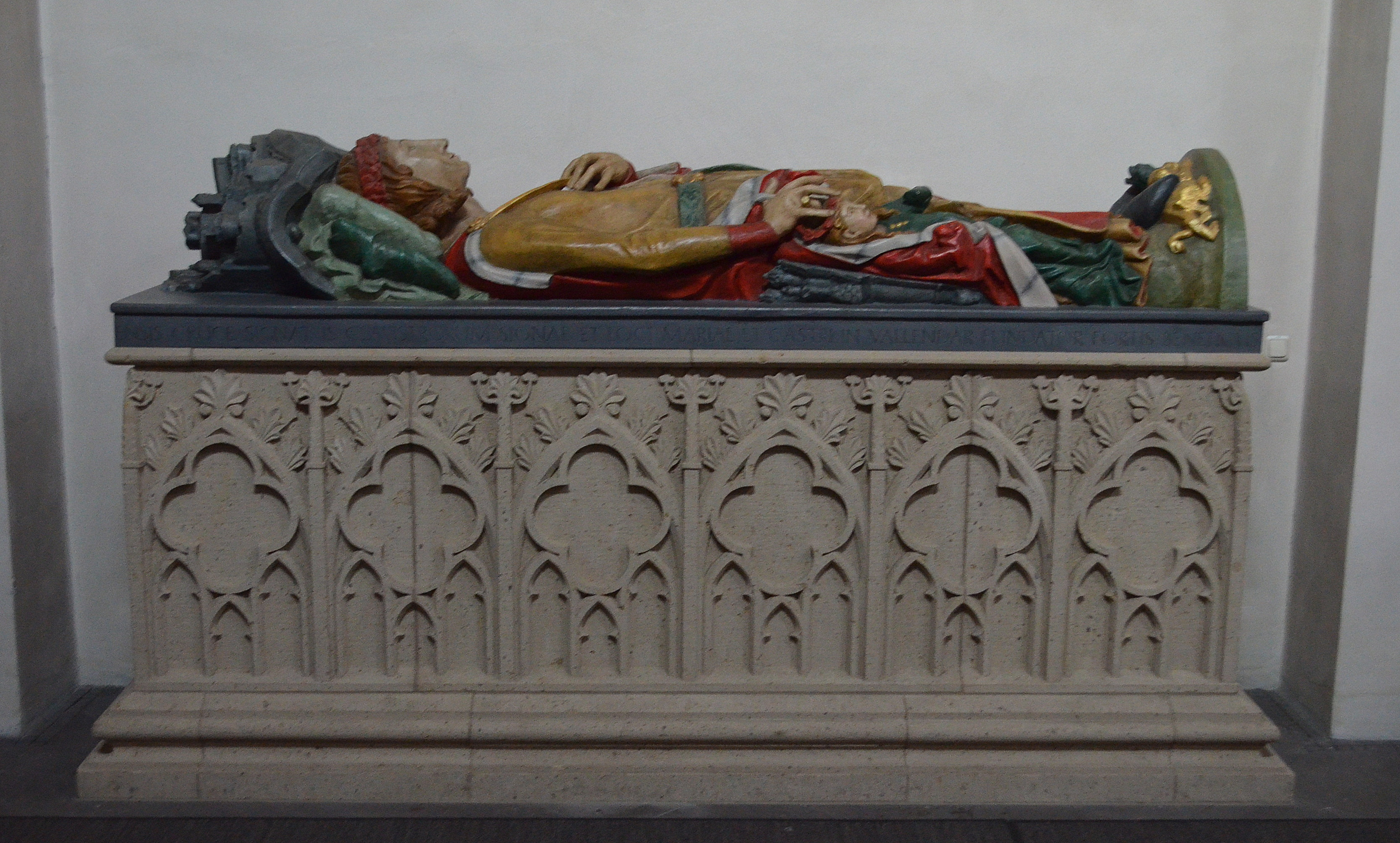
Grafmonumnent Hendrik III
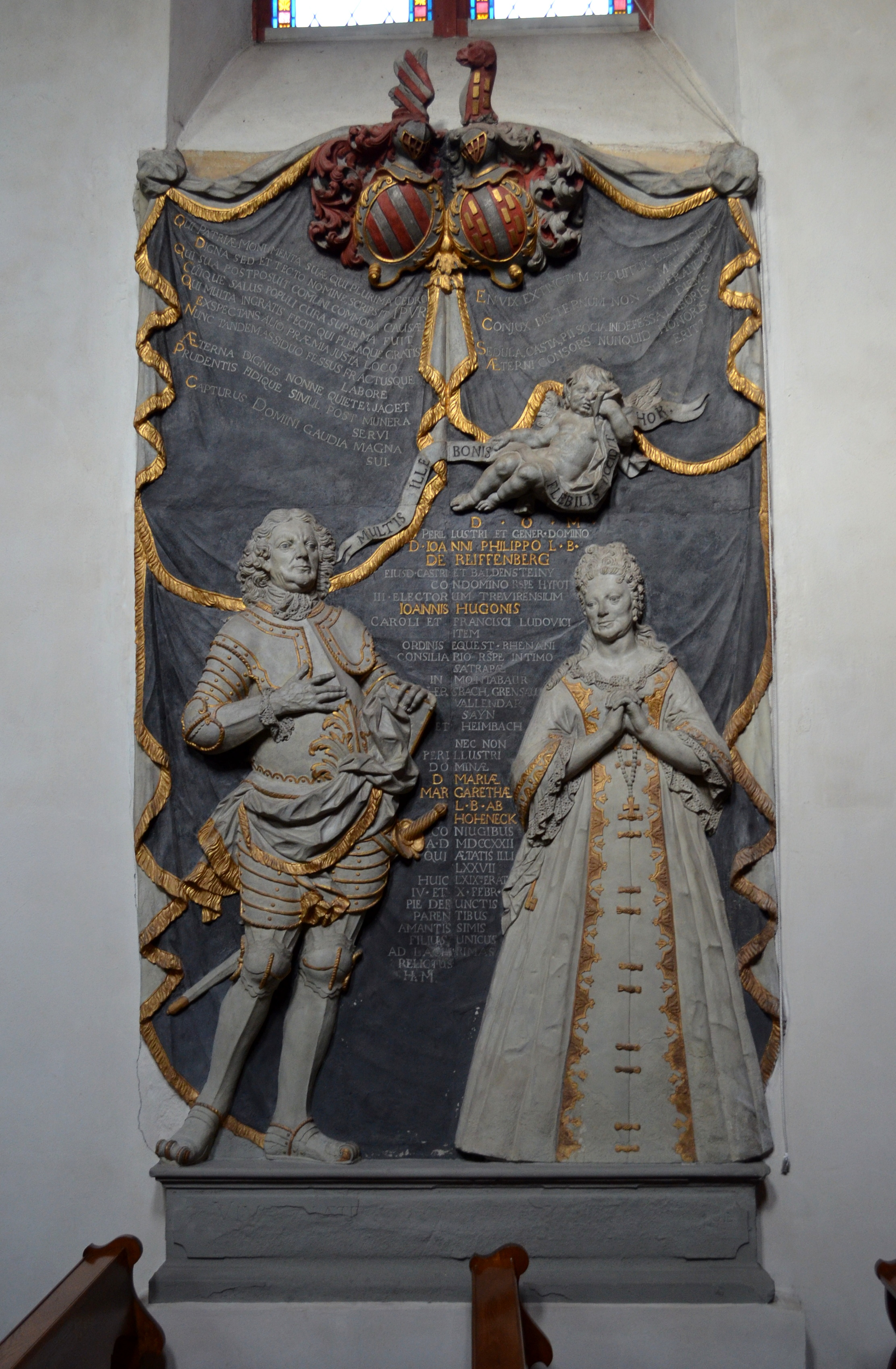
Grafmonument Johan Filip van Reiffenberg en Maria Margaretha van Hoheneck
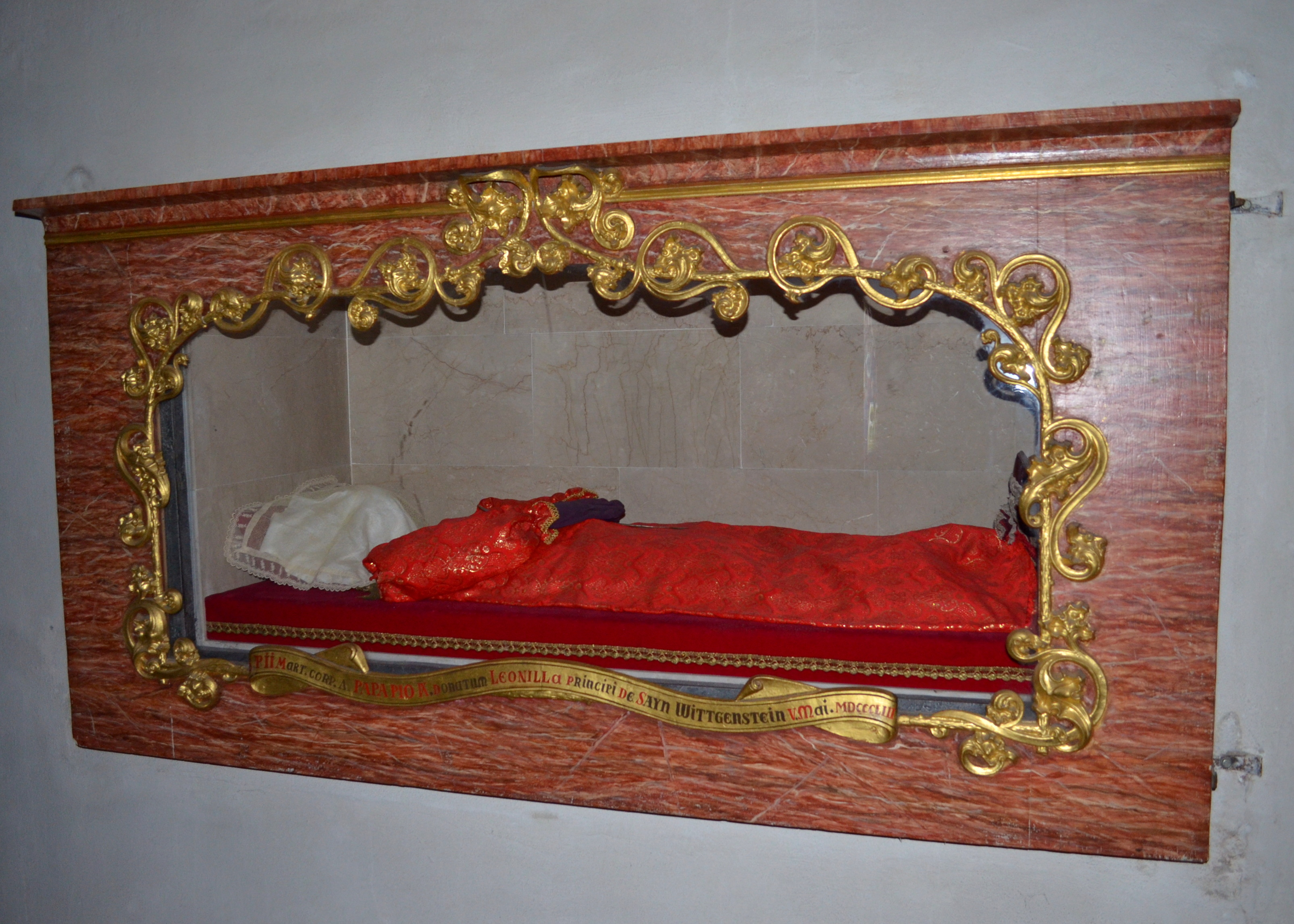
Schrijn in de Sacramentskapel